# Grangemore
Grangemore är en ort i republiken Irland.   Den ligger i provinsen Leinster, i den centrala delen av landet, 40 km sydväst om huvudstaden Dublin. Grangemore ligger 115 meter över havet och antalet invånare är 215.
Terrängen runt Grangemore är huvudsakligen platt, men österut är den kuperad.Runt Grangemore är det ganska glesbefolkat, med 28 invånare per kvadratkilometer. Närmaste större samhälle är Naas, 11,3 km norr om Grangemore. Trakten runt Grangemore består i huvudsak av gräsmarker.